# Jimmie Durham
Jimmie Bob Durham (Houston, 10 luglio 1940 – Berlino, 17 novembre 2021) è stato un attivista e artista statunitense.
Durante la sua carriera ha fatto parte del gruppo di artisti Warburghiana
Le sue opere sono state esposte a documenta IX di Kassel nel 1992, alla XLVIII Esposizione internazionale d'arte di Venezia nel 1999, alla XLIX Esposizione internazionale d'arte di Venezia nel 2001 e alla LI Esposizione internazionale d'arte di Venezia nel 2005.
Nel 2019 è stato premiato con il Leone d'oro alla carriera alla LVIII Esposizione internazionale d'arte di Venezia.

## Biografia
Figlio di Jerry Loren Durham ed Ethel Pauline Simmons Durham, negli anni sessanta si è occupato di teatro e letteratura correlati al movimento per i diritti civili.
Nel 1965 si è trasferito ad Austin dove ha lavorato presso l'Università del Texas ad Austin. La sua prima esposizione personale è stata ad Austin nel 1965.
Nel 1969 si è trasferito a Ginevra, in Svizzera, dove ha frequentato l'École des beaux-arts.
Nel 1973 è ritornato negli Stati Uniti dove ha preso parte all'American Indian Movement (AIM). 
Dal 1973 al 1980 ha lavorato come organizzatore politico dell'AIM, divenendone membro del Consiglio centrale e presentandosi come nativo americano. Di solito affermava di essere Cherokee e scriveva a nome dell'organizzazione.
Nel 1974 ha partecipato all'International Indian Treaty Council (IITC) presso la Riserva indiana di Standing Rock.
Successivamente è stato nominato capo amministratore dell'IITC e si è impegnato affinché le Nazioni Unite concedessero all'IITC lo status di «organizzazione non governativa osservatrice e consulente di categoria II presso il Consiglio economico e sociale».
Inoltre, Durham ha fatto amicizia con Winona LaDuke, della nazione indiana White Earth, incoraggiando il suo attivismo.
Nel 1979 Paul Chaat Smith, Comanche, e Durham si sono dimessi dall'IITC e dall'AIM a causa di disaccordi sul sostegno dell'AIM a Cuba e ad altri alleati sovietici.
Dopo essersi trasferito a New York, Durham ha concentrato la sua attenzione sulle arti visive: ha creato sculture che sfidavano le rappresentazioni convenzionali degli indiani nordamericani, presentato le sue opere e pubblicato saggi. Dal 1981 al 1983 ha diretto la Foundation for the Community of Artists di New York. Nel 1983 la West End Press ha pubblicato Columbus Day, una raccolta delle sue poesie. La sue poesie sono state incluse nell'Harper's Anthology of 20th Century Native American Poetry (1988).
Nel 1987 Durham si è trasferito a Cuernavaca, in Messico. Durante la sua permanenza in Messico, Durham ha partecipato a molte mostre, tra cui Whitney Biennial di New York, documenta IX di Kassel, Institute of Contemporary Arts di Londra, Exit Art di New York, Museo d'arte contemporanea di Anversa e Palais des Beaux-Arts di Bruxelles. Ha anche pubblicato numerosi saggi su periodici, tra cui Art Forum, Art Journal (CAA) e Third Text. Nel 1993, una raccolta dei suoi saggi, A Certain Lack of Coherence, è stata pubblicata da Kala Press di Londra.
Dopo aver trascorso diversi anni in Messico, nel 1994 Durham si è trasferito in Europa, prima a Berlino e poi a Napoli.
Nel 1995 la Phaidon Press ha pubblicato il volume Jimmie Durham, una panoramica esauriente della sua arte, con i contributi di Laura Mulvey, Dirk Snauwaert e Mark Alice Durant.
Successivamente, si è concentrato sul rapporto tra architettura, monumentalità e storie nazionali. Le sue sculture, performance e video "anti-architettonici" cercano di liberare la pietra, il materiale privilegiato dell'architettura, dalla sua relazione metaforica con la monumentalità, la stabilità e la temporalità.
Le sue mostre in Europa hanno incluso sedi come il Kunstverein di Amburgo, il Fonds régional d'art contemporain (FRAC) di Reims, la Casa Wittgenstein di Vienna, il Kunstverein München e l'Esposizione internazionale d'arte di Venezia, tra i molti altri.
Nel 2003 una retrospettiva delle sue opere, intitolata From the West Pacific to the East Atlantic, è stata presentata al Museo d'arte contemporanea (MAC) di Marsiglia, in Francia, al Gemeentemuseum Den Haag dell'Aia, nei Paesi Bassi, e al Baltic Center for Contemporary Art di Gateshead, in Gran Bretagna.
Nel 2004 ha partecipato alla 5ª Biennale di Gwangju, in Corea del Sud. Nel 2005 ha curato con Richard William Hill The American West, una riflessione alla mitologia dei cowboy e degli indiani, a Compton Verney, in Gran Bretagna.
Nel 2006 ha esposto alcune opere alla Serralves di Porto, in Portogallo.
Nel 2009 ha presentato la retrospettiva Pierres Rejetées... al Musée d'art moderne de la Ville de Paris di Parigi e ha realizzato Serpentine rouge, installata a Indre, nell'estuario della Loira, in Francia.
Nel 2010 ha presentato Rocks Encouraged nello spazio espositivo Portikus di Francoforte sul Meno, in Germania.
Nel 2012, un'altra retrospettiva, A Matter of Life and Death and Singing, curata da Bart De Baere e Anders Kreuger, è stata presentata al Museo d'arte contemporanea di Anversa (MuHKA), in Belgio.
Nel 2012 ha pubblicato la seconda raccolta di poesie: Poems That Do Not Go Together.

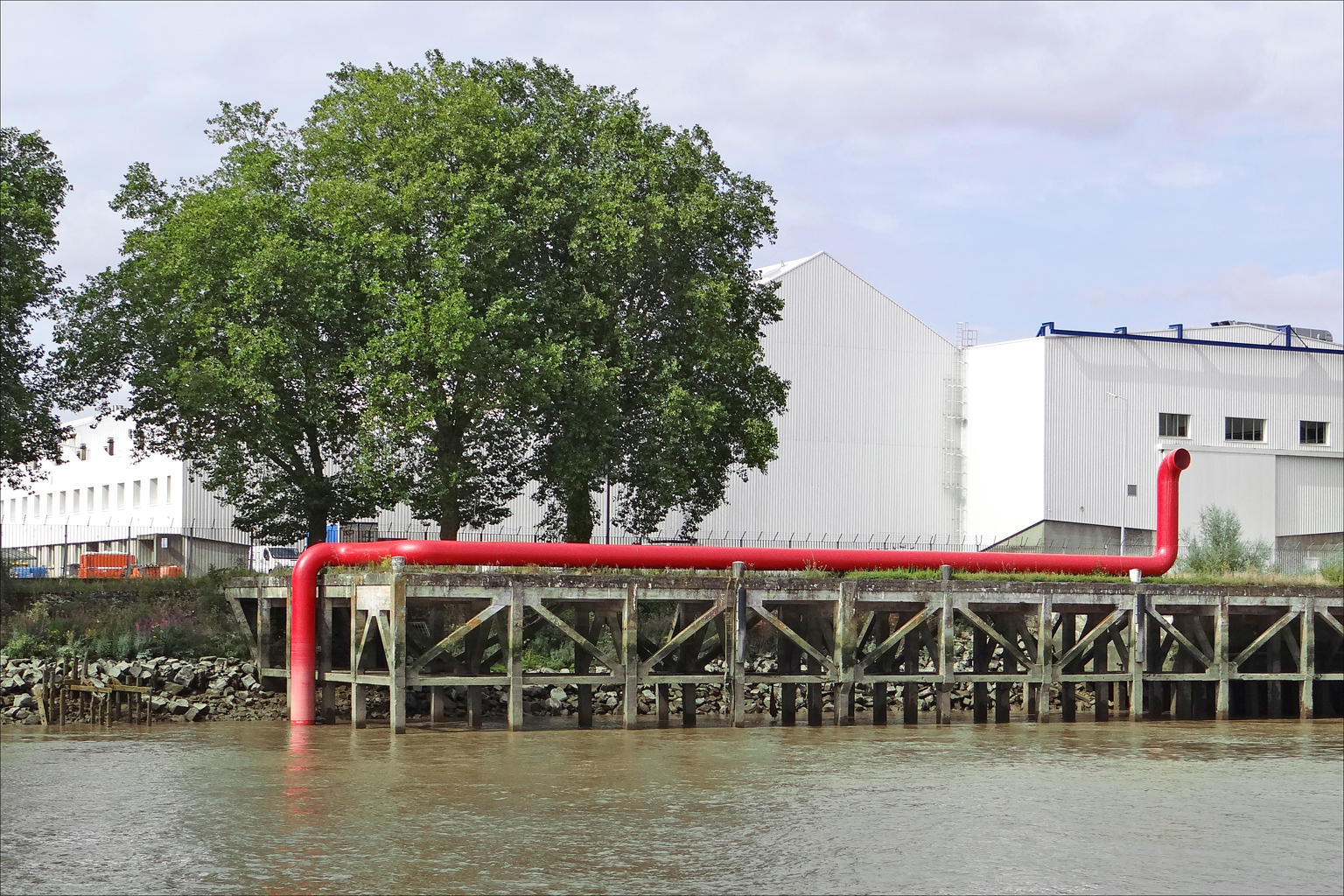
Serpentine rouge a Idre

Nel 2016 ha ricevuto il premio Goslarer Kaiserring. La cerimonia di premiazione si è tenuta l'8 ottobre 2016 a cui è seguita l'inaugurazione della sua personale Evidence presso il Mönchehaus Museum di Goslar, in Germania.
Nel 2017 la retrospettiva Jimmie Durham: At the Center of the World, curata da Anne Ellegood, è stata inaugurata all'Hammer Museum di Los Angeles, poi spostata al Walker Art Center di Minneapolis, al Whitney Museum of American Art di New York e al Remai Modern di Saskatoon, in Canada. La retrospettiva ha riacceso il dibattito sulle affermazioni di Durham sui suoi antenati Cherokee.
Nel 2020 ha pubblicato la terza raccolta di poesie: Particle/Word Theory.
Nel 2022 è uscito, postumo, l'LP Poems: Written, Drawn, Selected and Read by Jimmie Durham con un libretto di 12 pagine di suoi disegni, registrato a Berlino nell'aprile 2021. Del 2023 è invece l'uscita del diario Nature in the city / La natura in città (Fondazione Benetton Studi Ricerche, trad. di Sacha Piersanti). Tra il 2022 e il 2023 il Museo d'arte contemporanea Donnaregina (museo MADRE) di Napoli ha allestito la prima retrospettiva di Durham, intitolata Jimmie Durham: humanity is not a completed project... a cura di Kathryn Weir.

## Pubblicazioni
- (EN) Jimmie Durham, Columbus Day, Albuqurque, West End Press, 1983.
- (EN) Jimmie Durham, Geronimo! (PDF), in Lucy R. Lippard (a cura di), Partial Recall: Photos of Native North Americans, New York, The New Press, 1992,  pp. 55-58.
- (EN) Jimmie Durham, A Certain Lack of Coherence: Writings on Art and Cultural Politics (PDF), a cura di Jean Fisher, Londra, Kala Press, 1993, ISBN 0-947753-04-4.
- (EN) Jimmie Durham, My Book, The East London Coelacanth, Sometimes Called, Troubled Waters; The Story of British Sea-Power, Londra, ICA, Book Works, 1993, ISBN 978-1-870699-12-9.
- (EN) Jimmie Durham: Interviewed by Mark Gisbourne, in Art Monthly, n. 173, febbraio 1994,  pp. 7-11.
- (EN) Jimmie Durham, A Friend of Mine Said That Art is a European Invention (PDF), in Jean Fisher (a cura di), Global Visions: Towards a New Internationalism in the Visual Arts, Londra, Kala Press, 1994,  pp. 113-119, ISBN 9780947753054.
- (EN) Jimmie Durham: Attending to Words and Bones. An Interview with Jean Fisher, in Art and Design, vol. 10, n. 7-8, luglio-agosto 1995,  pp. 47-55.
- (EN) Jimmie Durham, Eurasian Project, Stage One: La Porte de l'Europe (Les Bourgeois de Calais, La Leon d'Anatomie. A Progress Report), Reims, Le Collège Éditions, Frac Champagne-Ardenne, 1996.
- (DE) Jimmie Durham, Der Verführer und der Steinerne Gast, Vienna, Springer Verlag, 1996, ISBN 978-3211828373.
- (EN) Jimmie Durham, Between the Furniture and the Building (Between a Rock and a Hard Place), Monaco di Baviera, Kunstverein München, 1998.
- (EN) Beverly Koski e Richard William Hill (intervista), The Centre of the World is Several Places (Part I) (PDF), in FUSE Magazine, vol. 21, n. 3, estate 1998,  pp. 24-33.  The Centre of the World is Several Places (Part II), n. 4, autunno 1998,  pp. 46-53.
- (EN, JA) Jimmie Durham, Stone Heart, Kitakyushu, CCA Centre for Contemporary Art, 2001, ISBN 4-901387-10-3.
- (EN) Jimmie Durham, Belief in Europe, in Salah Hassan e Iftikhar Dadi (a cura di), Unpacking Europe: Towards a Critical Reading, Rotterdam, Museum Boijmans Van Beuningen, 2001,  pp. 290-293.
- (EN) Jimmie Durham, Situations, in Claire Doherty (a cura di), Contemporary Art: From Studio to Situation, Londra, Black Dog Publishing, 2004,  pp. 177-183.
- (IT, EN) Jimmie Durham, Stones Rejected by the Builder, in Jimmie Durham, traduzione di P. Bhatnagar e S. Fadda, Milano, Charta, 2004,  pp. 117-130, ISBN 978-88-8158-492-5.
- (EN) Jimmie Durham, Second Particle Wave Theory (As Performed on the Banks of the River Wear, A Stone's Throw From S'Underland and the Durham Cathedral), Banff, Walter Phillips Gallery, 2005.
- (EN) Jimmie Durham, Various Element of Cowboy Life, in  pp. 9-22.  Jimmie Durham, Cherokee-US Relations, in  pp. 51-59. Jimmie Durham e Richard William Hill (a cura di), The American West, Warwickshire, Compton Verney, 2005, ISBN 978-0-9546545-7-3.
- (EN) Jimmie Durham, Amoxohtli/Libro de Carretera/A Road Book, Londra, Koenig Books, 2011, ISBN 9783865609205.
- (EN) Jimmie Durham, Poems That Do Not Go Together, Berlino e Londra, Wiens Verlag e Edition Hansjörg Mayer, 2012, ISBN 9783981128888.
- (PT) Jimmie Durham, Vandalismo (PDF), in Forumdoc.BH.2013 - 17º Festival do Filme Documentário e Etnográfico, Belo Horizonte, Associação Filmes de Quintal, 2013,  pp. 288-291.
- (EN) Jimmie Durham, Waiting to be interrupted. Selected writings 1993-2012, a cura di Jean Fisher, Milano, Mousse Magazine & Publishing, 2014, ISBN 9788867491209.
- (EN) Jimmie Durham, Particle/Word Theory, Berlino e Londra, Wiens Verlag e Edition Hansjörg Mayer, 2020, ISBN 9783960989264.
- (IT, EN) Jimmie Durham, La natura in città. Un diario / Nature in the city. A diary, traduzione di Sacha Piersanti, introduzione di Thilo Folkerts, Treviso, Fondazione Benetton Studi Ricerche-Antiga, 2023, ISBN 978-88-8435-403-7.

## Riconoscimenti
- 2003 – Premio Peill della Fondazione Günther Peill[43]
- 2016 – Premio Goslarer Kaiserring[44]
- 2017 – Premio Robert Rauschenberg[45]
- 2017 – Matronato alla carriera della Fondazione Donnaregina di Napoli[46]
- 2019 – Leone d'oro alla carriera alla 58ª Esposizione internazionale d'arte di Venezia[11][47][48]